# 思源堂
思源堂坐落于天津市南开区卫津路94号南开大学校园内，始建于1923年，是美国洛克菲勒基金会与企业家袁述之捐资兴建的科学楼，现在作为医学院使用的第二教学楼。该建筑为重点保护等级历史风貌建筑。2019年10月，思源堂被列入第八批全国重点文物保护单位。

## 历史

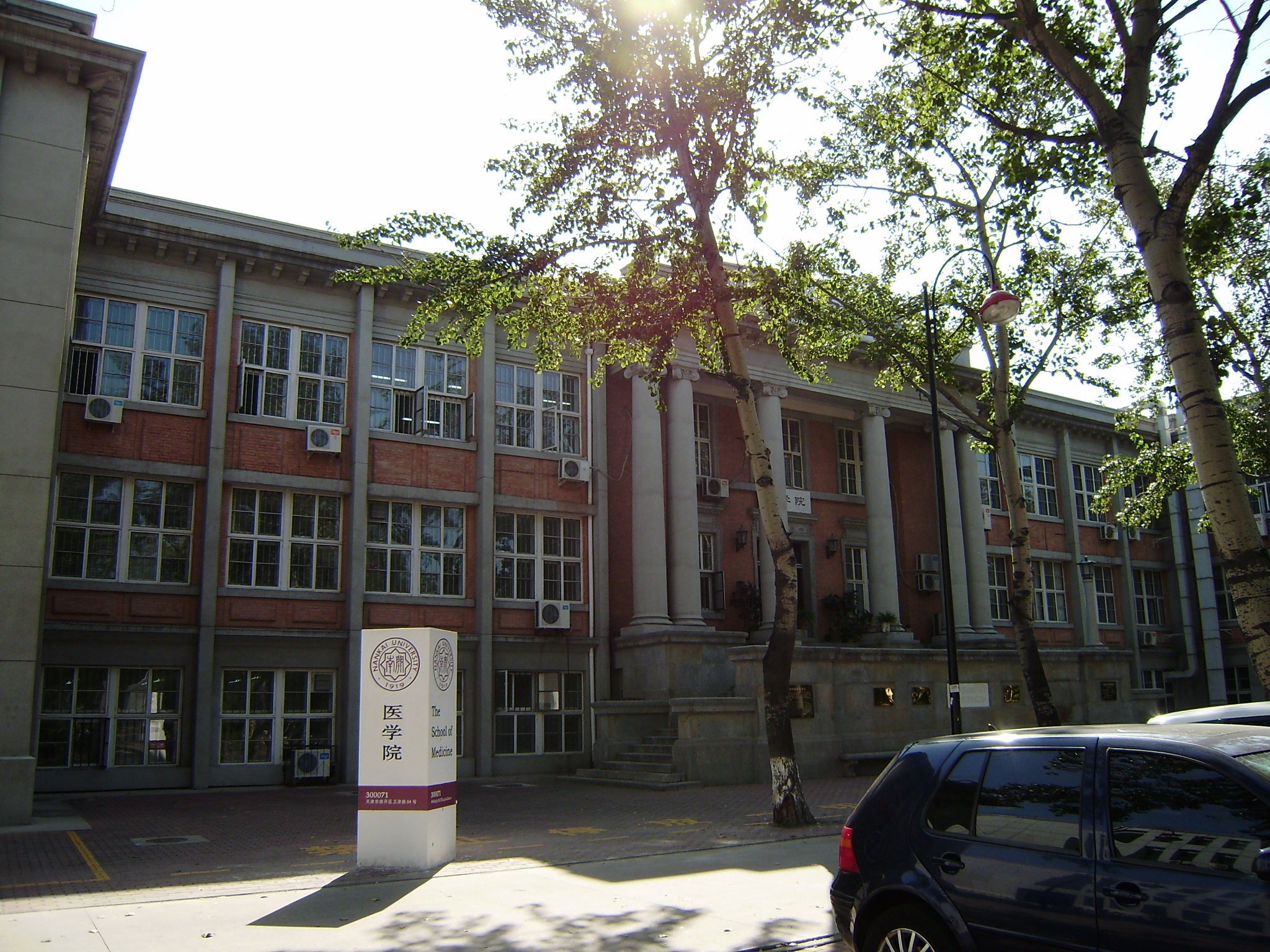
现为南开大学医学院的思源堂

思源堂由洛克菲勒医学研究院与袁世传共同捐款建造。1922年12月初，洛克菲勒基金会表达捐助南开大学的意愿，派该会驻华代表考察南开大学理科教学。基金会代表旁听邱宗岳先生一节定性分析课，表示在美国大学里也少有如此高水平的课程。不久，洛克菲勒基金会决定为南开大学建造科学馆提供费用，并捐助科学馆的仪器设备。1923年10月，科学馆竣工剪彩，命名“思源堂”，取“饮水思源”之意。该建筑建筑面积3952平方米，当时为南开大学理工系科使用。
1926年10月13日，北洋画报报道：中国妇人斥巨资建大学者，自项城袁母高太夫人建南开大学科学馆始。
1937年7月“七七事变”后，日军飞机轰炸南开校园，思源堂中弹起火。1945年后，思源堂作为南开大学仅存的老建筑得以修复。中华人民共和国成立后，思源堂由南开大学化学学科作为教学楼使用，现为南开大学医学院使用。1998年，思源堂被列入天津市区二级文物古迹名录。2004年，经南开大学研究决定和天津文物局批准，该建筑进行了清洗和修补工作。
2016年10月，“木斋馆、秀山堂、思源堂复建奠基仪式”在南开大学津南校区举行，思源堂与木斋馆、秀山堂等三座南开大学校史上重要的历史建筑在南开大学津南校区复建。

## 建筑风格
思源堂为三层混合结构楼房，外立面为清水红砖墙面，正立面设有由六棵立柱支撑的入口门廊，建筑立面对称，是一座具有古典主义建筑特征的西洋建筑。